# Cúp bóng đá Ukraina 1996–97
Cúp bóng đá Ukraina 1996–97 là mùa giải thứ sáu của giải đấu bóng đá loại trực tiếp hàng năm ở Ukraina.
Mùa giải này tất cả các đội nghiệp dư thi đấu giải đấu riêng kể từ năm 1989 (Cúp bóng đá nghiệp dư Ukraina). Không có đội bóng nghiệp dư tham gia giải đấu này. Vòng đấu 2 lượt đi và về dành cho các trận Tứ kết và Bán kết. Giải Cúp khởi tranh với Vòng 32 đội, nhưng nó cũng có nhiều cặp đấu sơ loại. Vòng loại diễn ra ngày 14 tháng 8 năm 1996 với 9 trận đấu.
Đương kim vô địch Dynamo Kyiv bị loại trên sân khách trước Nyva Vinnytsia thua trong loạt sút luân lưu ở Vòng 16 đội.

## Lịch thi đấu

### Vòng sơ loại thứ nhất
| FC Pokuttia Kolomyia   | 1:2 | FC Halychyna Drohobych      |  |
| FC Paperovyk Malyn     | 1:0 | FC Keramik Baranivka        |  |
| FC Nerafa Slavutych    | 2:4 | FC Fakel Varva              |  |
| FC Nyva Bershad        | 1:0 | FC Ros Bila Tserkva         |  |
| FC Portovyk Kerch      | 0:1 | FC Dynamo Saky              |  |
| FC Portovyk Illichivsk | 1:0 | FC Torpedo Melitopol        |  |
| Hirnyk Komsomolsk      | 0:1 | FC Shakhtar-2 Donetsk       |  |
| FC Petrivtsi Myrhorod  | 3:1 | FC Avanhard Merefa          |  |
| FC Lokomotyv Smila     | 2:0 | FC Olimpiya Pivdenoukrainsk |  |

### Vòng sơ loại thứ hai
| FC Halychyna Drohobych       | 1:0 | FC Zakarpattia Uzhhorod       |                                                         |
| FC Paperovyk Malyn           | 0:1 | FC Veres Rivne                |                                                         |
| FC Fakel Varva               | 0:1 | FC Desna Chernihiv            | trận đấu diễn ra trên sân Lokomotyv Stadium in Hrebinka |
| FC Nyva Bershad              | 1:1 | FC Hazovyk Komarne            | (s.h.p.), pk 2:3                                        |
| FC Obolon Kyiv               | 3:0 | FC Dnipro Cherkasy            |                                                         |
| FC Karpaty Mukacheve         | 2:1 | FC Kalush                     |                                                         |
| FC Systema-Boreks Borodyanka | 2:2 | FC CSKA-2 Kyiv                | (s.h.p.), pk 7:8                                        |
| FC Haray Zhovkva             | 2:0 | FC Khutrovyk Tysmenytsia      |                                                         |
| FC Oskil Kupyansk            | 1:0 | FC Metalist Kharkiv           |                                                         |
| FC Shakhtar Stakhanov        | 1:2 | FC Metalurh Donetsk           |                                                         |
| FC Viktor Zaporizhia         | 1:0 | FC Metalurh Novomoskovsk      |                                                         |
| FC Dynamo Saky               | 2:1 | FC Tytan Armyansk             |                                                         |
| FC Portovyk Illichivsk       | 2:1 | SC Odessa                     |                                                         |
| FC Shakhtar-2 Donetsk        | 0:2 | FC Metalurh Mariupol          | trận đấu diễn ra trên sân Hirnyk Stadium in Hirne       |
| FC Petrivtsi Myrhorod        | 1:0 | FC Avanhard-Industria Rovenky |                                                         |
| FC Lokomotyv Smila           | 0:1 | FC Krystal Kherson            |                                                         |

### Vòng sơ loại thứ ba
| FC Halychyna Drohobych | 0:0 | FC Bukovyna Chernivtsi          | (s.h.p.), pk 2:4                                                       |
| FC Veres Rivne         | 2:3 | FC Volyn Lutsk                  |                                                                        |
| FC Desna Chernihiv     | -:+ | FC Yavir Krasnopilya            |                                                                        |
| FC Hazovyk Komarne     | 3:0 | FC Podillya Khmelnytskyi        | trận đấu diễn ra trên sân Kolos Stadium ở Horodok                      |
| FC Obolon Kyiv         | 1:2 | FC Dynamo-2 Kyiv                |                                                                        |
| FC Karpaty Mukacheve   | 3:2 | FC Krystal Chortkiv             |                                                                        |
| FC CSKA-2 Kyiv         | 2:1 | FC Khimik Zhytomyr              | trận đấu diễn ra trên sân the local Sports school Stadium in Bortnichi |
| FC Haray Zhovkva       | 0:1 | FC Lviv                         |                                                                        |
| FC Oskil Kupyansk      | 0:0 | FC Naftovyk Okhtyrka            | (s.h.p.), pk 3:2                                                       |
| FC Metalurh Donetsk    | 3:2 | FC Shakhtar Makiivka            | trận đấu diễn ra trên sân Shakhtar Stadium                             |
| FC Viktor Zaporizhia   | 0:2 | FC Polihraftekhnika Oleksandria | trận đấu diễn ra trên sân Slavutych Arena                              |
| FC Dynamo Saky         | 1:0 | FC Stal Alchevsk                |                                                                        |
| FC Portovyk Illichivsk | 3:0 | SC Mykolaiv                     |                                                                        |
| FC Metalurh Mariupol   | 5:0 | FC Zorya Luhansk                |                                                                        |
| FC Petrivtsi Myrhorod  | 0:2 | FC Khimik Severodonetsk         |                                                                        |
| FC Krystal Kherson     | 3:3 | FC Metalurh Nikopol             | (s.h.p.), pk 5:6                                                       |

### First Elimination Round (1/16)
| FC Bukovyna Chernivtsi          | 1:2 | FC Karpaty Lviv                |                                                              |
| FC Volyn Lutsk                  | 1:0 | SC Tavriya Simferopol          |                                                              |
| FC Yavir Krasnopilya            | 0:0 | FC Kremin Kremenchuk           | (s.h.p.), pk 3:4                                             |
| FC Hazovyk Komarne              | 0:2 | FC Metalurh Zaporizhia         |                                                              |
| FC Dynamo-2 Kyiv                | 0:4 | FC Chornomorets Odessa         | trận đấu diễn ra trên sân Lobanovsky Dynamo Stadium          |
| FC Karpaty Mukacheve            | 2:1 | FC Kryvbas Kryvyi Rih          |                                                              |
| FC CSKA-2 Kyiv                  | 1:2 | FC Torpedo Zaporizhia          |                                                              |
| FC Lviv                         | 2:3 | FC Dnipro Dnipropetrovsk       | trận đấu diễn ra trên sân Yunist Stadium ở Lviv              |
| FC Oskil Kupyansk               | 2:3 | FC Nyva Vinnytsia              |                                                              |
| FC Metalurh Donetsk             | 1:1 | FC Dynamo Kyiv                 | (s.h.p.), pk 5:6, trận đấu diễn ra trên sân Shakhtar Stadium |
| FC Polihraftekhnika Oleksandria | 1:0 | FC Prykarpatia Ivano-Frankivsk |                                                              |
| FC Dynamo Saky                  | 0:2 | FC CSKA Kyiv                   |                                                              |
| FC Portovyk Illichivsk          | 1:1 | FC Zirka Kirovohrad            | (s.h.p.), pk 3:4                                             |
| FC Metalurh Mariupol            | 1:3 | FC Shakhtar Donetsk            |                                                              |
| FC Khimik Severodonetsk         | 4:0 | FC Nyva Ternopil               |                                                              |
| FC Metalurh Nikopol             | 0:3 | FC Vorskla Poltava             |                                                              |

### Vòng loại thứ hai (1/8)
| 17 tháng 10 năm 1996 | Dnipro Dnipropetrovsk (PL) | 2 – 0    | (PL) Torpedo Zaporizhia | Meteor Stadium, Dnipropetrovsk                             |  |
|                      | Byelkin 74' · Sharan 75'   | Chi tiết |                         | Lượng khán giả: 1,000 Trọng tài: Viktor Derdo (Illichivsk) |  |

| 17 tháng 10 năm 1996                           | Nyva Vinnytsia (PL) | 0 – 0 (s.h.p.) (4-3 p)                                 | (PL) Dynamo Kyiv | Central City Stadium, Vinnytsia                                   |  |
|                                                |                     | Chi tiết                                               |                  | Lượng khán giả: 13,000 Trọng tài: Kostyantyn Panchyk (Simferopol) |  |
|                                                |                     | Loạt sút luân lưu                                      |                  |                                                                   |  |
| Solovienko · Brovchenko · Romanchuk · Demydyak |                     | Rebrov · Mykhailenko · Kosovsky · Bezhenar · Shkapenko |                  |                                                                   |  |

| 17 tháng 10 năm 1996 | CSKA Kyiv (PL) | 1 – 0    | (1L) Polihraftekhnika Oleksandriya | CSK ZSU Stadium, Kiev                                       |  |
|                      | Vus 89'        | Chi tiết |                                    | Lượng khán giả: 2,000 Trọng tài: Volodymyr Kutsev (Donetsk) |  |

| 17 tháng 10 năm 1996 | Zirka Kirovohrad (PL) | 0 – 1    | (PL) Shakhtar Donetsk | Zirka Stadium, Kirovohrad                                |  |
|                      |                       | Chi tiết | Shyshchenko 69'       | Lượng khán giả: 7,000 Trọng tài: Viktor Dohadailo (Kiev) |  |

| 17 tháng 10 năm 1996 | Karpaty Lviv (PL)              | 1 – 0    | (1L) Volyn Lutsk  | Ukraina Stadium, Lviv                                        |  |
|                      | Kolesnyk 55' · Kuptsov 82' 86' | Chi tiết | Dranytsky 82' 88' | Lượng khán giả: 6,500 Trọng tài: Stepan Selmensky (Uzhhorod) |  |

| 17 tháng 10 năm 1996 | Kremin Kremenchuk (PL)        | 3 – 5    | (PL) Metalurh Zaporizhia                        | Dnipro Stadium, Kremenchuk                              |  |
|                      | Fedkov 55', 59' · Chernov 69' | Chi tiết | Kripak 18', 64', 69' · Ivanov 60' · Kolodin 88' | Lượng khán giả: 4,000 Trọng tài: Yaroslav Hrysyo (Lviv) |  |

| FC Chornomorets Odessa | 7:0 | FC Karpaty Mukacheve    |  |
| FC Vorskla Poltava     | 2:0 | FC Khimik Severodonetsk |  |

### Tứ kết (1/4)
Vòng này có sự tham gia của 4 đội thắng từ vòng trước. Tất cả các đội bóng đều thuộc Giải vô địch quốc gia.

#### Lượt đi
| 30 tháng 10 năm 1996 | Karpaty Lviv (PL) | 1 – 1    | (PL) Metalurh Zaporizhia | Ukraina Stadium, Lviv                                   |  |
|                      | Pokladok 44'      | Chi tiết | Poltavets 40'            | Lượng khán giả: 4,500 Trọng tài: Serhiy Tatulyan (Kiev) |  |

| 30 tháng 10 năm 1996 | Chornomorets Odesa (PL) | 0 – 1    | (PL) Dnipro Dnipropetrovsk | BSS Central Stadium, Odessa                                    |  |
| 15:00 LST            | Bukel 90'               | Chi tiết | Byelkin 89'                | Lượng khán giả: 2,000 Trọng tài: Ihor Horozhankin (Kirovohrad) |  |

| 30 tháng 10 năm 1996 | CSKA Kyiv (PL)                        | 2 – 0    | (PL) Nyva Vinnytsia | CSK ZSU Stadium, Kiev                                      |  |
|                      | Levchenko 12' · Seleznyov 58' (ph.đ.) | Chi tiết | Balatsky 58'        | Lượng khán giả: 1,000 Trọng tài: Valeriy Onufer (Uzhhorod) |  |

| 30 tháng 10 năm 1996 | Vorskla Poltava (PL) | 0 – 0    | (PL) Shakhtar Donetsk | Vorskla Stadium, Poltava                                     |  |
|                      |                      | Chi tiết |                       | Lượng khán giả: 8,000 Trọng tài: Valeriy Avdysh (Simferopol) |  |

#### Lượt về
| 13 tháng 11 năm 1996 | Metalurh Zaporizhia (PL)                            | 3 – 0    | (PL) Karpaty Lviv | Metalurh Stadium, Zaporizhia                                 |  |
|                      | Karyaka 32' · Oliynyk 39' · Markin 80' · Kripak 86' | Chi tiết |                   | Lượng khán giả: 8,500 Trọng tài: Ihor Khiblin (Khmelnytskyi) |  |

Metalurh thắng 4–1 sau hai lượt trận.
| 13 tháng 11 năm 1996 | Dnipro Dnipropetrovsk (PL)                      | 3 – 0    | (PL) Chornomorets Odesa | Meteor Stadium, Dnipropetrovsk                                |  |
|                      | Sharan 17' · Korponai 20' · Byelkin 71' (ph.đ.) | Chi tiết |                         | Lượng khán giả: 3,500 Trọng tài: Vasyl Melnychuk (Simferopol) |  |

Dnipro thắng 4–0 sau hai lượt trận.
| 13 tháng 11 năm 1996 | Nyva Vinnytsia (PL)                  | 1 – 1    | (PL) CSKA Kyiv | Central City Stadium, Vinnytsia                              |  |
|                      | Ryabtsev 66' (ph.đ.) · Lyubynsky 81' | Chi tiết | Kovalchuk 52'  | Lượng khán giả: 3,000 Trọng tài: Volodymyr Pianykh (Donetsk) |  |

CSKA thắng 3–1 sau hai lượt trận.
| 13 tháng 11 năm 1996 | Shakhtar Donetsk (PL)                | 2 – 1    | (PL) Vorskla Poltava | Shakhtar Stadium, Donetsk                               |  |
|                      | Potskhveria 47' · Leonov 71' (ph.đ.) | Chi tiết | Samoilov 44'         | Lượng khán giả: 7,500 Trọng tài: Ihor Yarmenchuk (Kiev) |  |

Shakhtar thắng 2–1 sau hai lượt trận.

### Bán kết
Vòng này có sự tham gia của 4 đội thắng từ vòng trước. Tất cả các đội bóng đều thuộc Giải vô địch quốc gia.

#### Lượt đi
| 6 tháng 3 năm 1997 | Shakhtar Donetsk (PL)            | 2 – 1    | (PL) CSKA Kyiv | Shakhtar Stadium, Donetsk                                  |  |
|                    | Kryventsov 54' · Potskhveria 66' | Chi tiết | Polishchuk 71' | Lượng khán giả: 4,000 Trọng tài: Valeriy Onufer (Uzhhorod) |  |

| 6 tháng 3 năm 1997 | Dnipro Dnipropetrovsk (PL)               | 3 – 0    | (PL) Metalurh Zaporizhia | Meteor Stadium, Dnipropetrovsk                                |  |
|                    | Sharan 16' · Moroz 33', 52' · Sharan 85' | Chi tiết | Haidarzhy 21' 76'        | Lượng khán giả: 7,000 Trọng tài: Vasyl Melnychuk (Simferopol) |  |

#### Lượt về
| 10 tháng 3 năm 1997 | CSKA Kyiv (PL) | 0 – 3    | (PL) Shakhtar Donetsk                                    | CSK ZSU Stadium, Kiev                                           |  |
|                     | Reva 16'       | Chi tiết | Babiy 18' · Potskhveria 44' · Seleznyov 83' · Onopko 87' | Lượng khán giả: 12,000 Trọng tài: Ihor Horozhankin (Kirovohrad) |  |

Shakhtar thắng 5–1 sau hai lượt trận.
| 20 tháng 5 năm 2015 | Metalurh Zaporizhia (PL) | 2 – 0    | (PL) Dnipro Dnipropetrovsk | Metalurh Stadium, Zaporizhia                            |  |
| 19:30               | Kripak 68' · Karyaka 76' | Chi tiết |                            | Lượng khán giả: 9,000 Trọng tài: Ihor Yarmenchuk (Kiev) |  |

Dnipro thắng 3–2 sau hai lượt trận.

### Chung kết
Trận Chung kết diễn ra trên sân NSC Olimpiysky ngày 25 tháng 5 năm 1997 ở Kiev.
| Shakhtar Donetsk | 1 – 0    | Dnipro Dnipropetrovsk |
| ---------------- | -------- | --------------------- |
| Atelkin 36'      | Chi tiết |                       |

## Danh sách ghi bàn nhiều nhất
| Thứ hạng | Cầu thủ               | Số bàn thắng (Pen.) | Đội bóng              |
| -------- | --------------------- | ------------------- | --------------------- |
| 1        | Yakiv Kripak          | 5                   | Metalurh Zaporizhia   |
| 2        | Vadym Vus             | 3                   | CSKA-2 Kyiv CSKA Kyiv |
| 2        | Yuriy Hetman          | 3                   | Metalurh Mariupol     |
| 2        | Petro Holubka         | 3                   | Volyn Lutsk           |
| 2        | Oleksandr Kryvoruchko | 3                   | Oskil Kupyansk        |
| 2        | Oleksandr Krasnyansky | 3                   | Portovyk Illichivsk   |
| 2        | Mikheil Potskhveria   | 3                   | Shakhtar Donetsk      |
| 2        | Volodymyr Sharan      | 3                   | Dnipro Dnipropetrovsk |
| 2        | Viktor Byelkin        | 3 (1)               | Dnipro Dnipropetrovsk |